# 罗卡斯帕尔韦拉
罗卡斯帕尔韦拉（義大利語：Roccasparvera），是意大利库内奥省的一个市镇。总面积10.98平方公里，人口733人，人口密度66.8人/平方公里（2009年）。ISTAT代码为004191。

## 友好城市
- 法國雷亚讷